# Rosario Alagna
Rosario Alagna (Partanna, 12 luglio 1853 – Palermo, 1924) è stato un matematico italiano.

## Biografia
Di nobili origini, laureato in ingegneria, fu libero docente di geometria algebrica nelle Università di Catania e Palermo (dove fu anche professore di scuole medie), nonché uno dei soci fondatori del Circolo Matematico di Palermo.
Pubblicò alcuni lavori sulla teoria delle forme e sulla teoria dei gruppi. Fra questi, Le relazioni irreduttibili fra gl'invarianti d'una forma qualunque d'ottavo ordine del 1896, Delle congruenze binomie rispetto ad un modulo primo p o ad una potenza di esso, nel caso in cui p - ½ sia un numero primo, ovvero il doppio d'un numero primo del 1899 e I gruppi abeliani, la cui base è formata di una o di due sostituzioni generatrici, e la totalità dei loro sottogruppi del 1904.